# Cassine aethiopica
Cassine aethiopica là một loài thực vật có hoa trong họ Dây gối. Loài này được Thunb. mô tả khoa học đầu tiên năm 1818.